# Joannes Gerardus ter Schure
Joannes Gerardus ter Schure (Steenwijkerwold, 21 giugno 1922 – Nimega, 11 aprile 2003) è stato un vescovo cattolico olandese.

## Biografia
Monsignor Joannes Gerardus ter Schure nacque a Steenwijkerwold il 21 giugno 1922.

### Formazione e ministero sacerdotale
Nel 1943 entrò nella Società salesiana di San Giovanni Bosco. Tra il 1947 e il 1951 studiò teologia in Italia.
Il 1º luglio 1951 fu ordinato presbitero. Dopo la sua ordinazione sacerdotale fu immediatamente messo all'opera a L'Aia. Nel 1957 divenne superiore dei salesiani a Rijswijk e L'Aia e nel 1961 superiore provinciale. Quindi partì per Roma, da dove fu mandato nei paesi in via di sviluppo dove per anni lavorò come missionario.
Il 1º giugno 1978 monsignor Joannes Baptist Matthijs Gijsen, vescovo di Roermond, lo nominò vicario generale.

### Ministero episcopale
Il 4 ottobre 1984 papa Giovanni Paolo II lo nominò vescovo ausiliare di Roermond e titolare di Sigo. Ricevette l'ordinazione episcopale il 1º dicembre successivo dal vescovo di Roermond Joannes Baptist Matthijs Gijsen, co-consacranti l'arcivescovo Rosalio José Castillo Lara, pro-presidente della Pontificia commissione per l'interpretazione autentica del Codice di Diritto Canonico, e il vescovo ausiliare di Roermond Alphonsus Maria Henricus Antonius Castermans.
Meno di due mesi dopo, il 31 gennaio 1985 papa Giovanni Paolo II lo nominò vescovo di 's-Hertogenbosch; un'altra novità, perché tutti i suoi predecessori erano stati veri e propri brabantini.
Molti decani della diocesi non furono soddisfatti della nomina di monsignor Ter Schure e i Bossche Vereniging Pastoral Workers consigliarono di isolare e ignorare il vescovo. Subito dopo la nomina, il papa compì la sua visita nei Paesi Bassi e si recò anche a 's-Hertogenbosch. Con il neo-nominato vescovo Ter Schure al suo fianco, il papa attraversò in auto le strade quasi deserte con molte barriere e si diresse alla basilica di San Giovanni. Lì il pontefice assicurò ai fedeli che la nomina era davvero quella giusta.
In un periodo di intensa polarizzazione, il vescovo inizialmente incontrò molta opposizione dai settori modernisti e dai credenti che gravitavano attorno al movimento dell’8 maggio. Anche nella sua diocesi sacerdoti e volontari spesso si scontarono. Più tardi l'opposizione svanì. Monsignor Ter Schure diede alla diocesi il proprio seminario. Nel 1987 fondò il centro "San Giovanni", come anche monsignor Joannes Baptist Matthijs Gijsen aveva fatto più di dieci anni prima con l'abbazia di Rolduc.
Il 13 giugno 1998 papa Giovanni Paolo II accettò la sua rinuncia al governo pastorale della diocesi per raggiunti limiti di età. Nel suo saluto alla diocesi disse: "Sono venuto aspro ma me ne vado dolce". Dopo il suo ritiro, visse come pastore ad Alphen. Negli ultimi mesi della sua vita fu costretto a letto nella casa di cura del monastero di Berchmanianum a Nimega.
Morì a Nimega l'11 aprile 2003 all'età 84 anni. È sepolto nella cripta della cappella dei vescovi nel cimitero del quartiere Orthen di 's-Hertogenbosch.
Nel 2010 è stato accusato di aver abusato sessualmente di un ragazzo tra il 1948 e il 1953 nel collegio Don Rua a Ugchelen. È tuttavia emerso che per la maggior parte del periodo in oggetto, l'allora padre Ter Schure non aveva soggiornato in quel collegio. L'accusa è stata quindi archiviata. Monsignor Ter Schure creò un archivio segreto sul clero problematico. L'archivio è scomparso senza lasciare traccia.

## Genealogia episcopale e successione apostolica
La genealogia episcopale è:
- Cardinale Scipione Rebiba
- Cardinale Giulio Antonio Santori
- Cardinale Girolamo Bernerio, O.P.
- Arcivescovo Galeazzo Sanvitale
- Cardinale Ludovico Ludovisi
- Cardinale Luigi Caetani
- Cardinale Ulderico Carpegna
- Cardinale Paluzzo Paluzzi Altieri degli Albertoni
- Papa Benedetto XIII
- Papa Benedetto XIV
- Papa Clemente XIII
- Cardinale Marcantonio Colonna
- Cardinale Giacinto Sigismondo Gerdil, B.
- Cardinale Giulio Maria della Somaglia
- Cardinale Carlo Odescalchi, S.I.
- Cardinale Costantino Patrizi Naro
- Cardinale Lucido Maria Parocchi
- Papa Pio X
- Papa Benedetto XV
- Papa Pio XII
- Cardinale Eugène Tisserant
- Papa Paolo VI
- Vescovo Joannes Baptist Matthijs Gijsen
- Vescovo Joannes Gerardus ter Schure, S.D.B.

La successione apostolica è:
- Vescovo Antonius Lambertus Maria Hurkmans (1998)